# Один неверный ход
«Один неверный ход» (англ. One False Move) — американский детективный фильм-драма 1992 года.

## Сюжет
Расследование преступления приводит детективов полиции Лос-Анджелеса в небольшой городок в штате Арканзас. Местный шериф Дейл «Ураган» Диксон хочет произвести на них впечатление, чтобы осуществить свою мечту — переехать в большой город. Однако его попытки приводят только к насмешкам и издевательствам. Поэтому он решает захватить преступников в одиночку, для чего утаивает от офицеров важную информацию.

## В ролях
| Актёр             | Роль                 |
| ----------------- | -------------------- |
| Билли Боб Торнтон | Рэй Малкольм         |
| Билл Пэкстон      | Дейл «Ураган» Диксон |
| Синда Уильямс     | Фантазия — Лайла     |
| Майкл Бич         | Плуто                |
| Джим Мецлер       | Дад Коул             |
| Эрл Биллингс      | Макфили              |
| Кевин Хантер      | Ронни                |

## Награды и номинации
- 1993 — премия «Независимый дух» за лучшую режиссёрскую работу (Карл Франклин), а также 4 номинации: лучший фильм (Бен Майрон), лучшая женская роль (Синда Уильямс), лучший сценарий (Билли Боб Торнтон, Том Эпперсон), лучшая музыка к фильму (Терри Пламери, Питер Хейкок, Дерек Холт)
- 1993 — премия канала «MTV» лучшему новому режиссёру (Карл Франклин)
- 1992 — попадание в десятку лучших фильмов года по версии Национального совета кинокритиков США

## Критика
На сайте-агрегаторе рецензий Rotten Tomatoes у фильма рейтинг свежести , по состоянию на июль 2021 года, составляет  94%,  на основе 52 рецензий. 